# Lampada a fluorescenza a catodo freddo

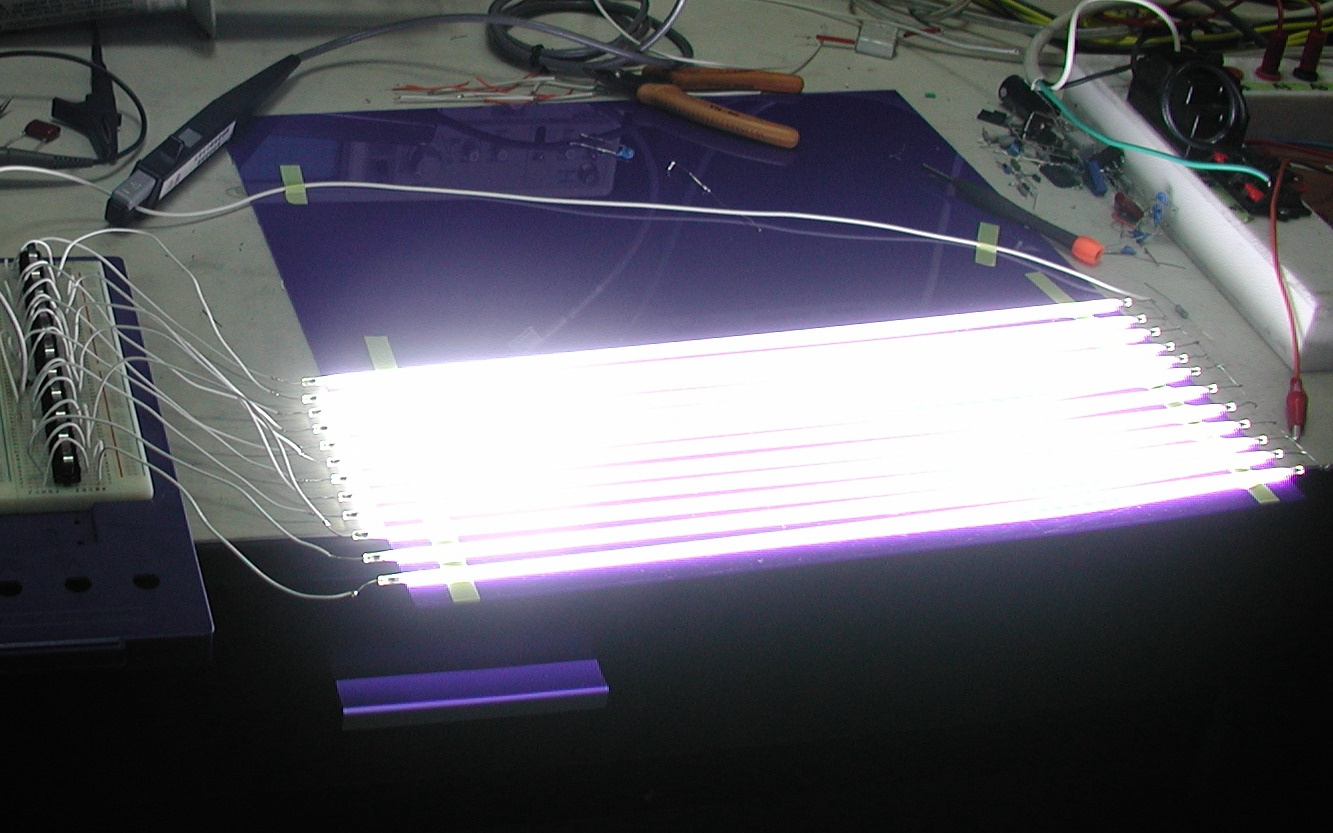
Lampada a fluorescenza a catodo freddo

La Lampada a fluorescenza a catodo freddo o semplicemente catodo freddo in sigla CCFL, è una lampada a scarica a bassa pressione in atmosfera di argon e vapori di Hg. I due elettrodi di questa lampada tubolare non vengono riscaldati come avviene nei più noti "neon domestici", ma vengono portati ad un certo potenziale elettrico (Tensione di innesco), che permette agli elettroni più periferici dei gas rarefatti di raggiungere lo stato di plasma. (Quindi nessun riscaldamento degli elettrodi, perciò: "Catodo Freddo"). Sarà questo plasma che a sua volta ecciterà il deposito dei fosfori all'interno del tubo il quale emetterà la luce per cui è stato progettato. Sono utilizzate frequentemente nelle insegne luminose vintage, addirittura ancor oggi come lampade di proiezione, quando i LED non sono sufficienti, ma anche negli schermi a cristalli liquidi ad elevato contrasto dove i LED non possono essere utilizzati, vuoi per l'uniformità richiesta o solamente per la qualità della luce e durata nel tempo. La CCFL non ha limiti di funzionamento in termini di temperatura ambiente, se non per le fragilità meccaniche conseguenti, infatti anche a bassissime temperature riesce ad accendersi, semplicemente 'chiedendo' più tensione ad un suo particolare alimentatore che si chiama 'ballast'.  
N.B. La foto non è del mio repertorio ma era già pubblicata in questo articolo, tuttavia credo che siano delle CCFL per retroilluminazione o gruppi di emergenza per segnalare le vie di fuga.
(Rif. Rossano Manzotti, note tecniche personali, incontri tecnici)